# قلعة كلونتارف
قلعة كلونتارف (بالأيرلندية: Caisleán Chluain Tarbh) هي قلعة في مدينة دبلن في ايرلندا، يعود تاريخها إلى عام 1837.
وتعد منطقة القلعة منطقة مشهورة كموقع رئيسي لمعركة كلونتارف في عام 1014.

## تاريخ

### عائلة دي لاسي وفرسان الهيكل
بُنيت أول قلعة في الموقع، في عام 1172 والتي لم يبق منها أي أثر اليوم من قبل هيو دي لاسي، لورد ميث، أو مستأجره آدم دي فيبو. استولى فرسان الهيكل على قلعة كلونتارف لاحقًا، وبعد القضاء عليهم في عام 1308، انتقلت ملكية القلعة إلى فرسان الإسبتارية.

### من القرن السادس عشر إلى القرن السابع عشر
في عام 1600، منحت الملكة إليزابيث الأولى القلعة إلى السير جيفري فينتون، وزير خارجيتها في إيرلندا، وانتقلت من نسله إلى عائلة الملك جورج من كلونتارف. والذي شارك في التمرد الأيرلندي عام 1641 ونتيجة لذلك صودرت أراضيه.

### عائلة فيرنون

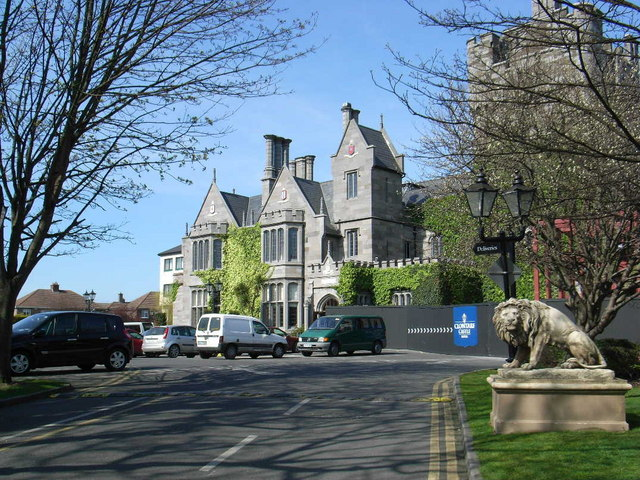
منظر للقلعة

في غزو كرومويل لأيرلندا، مُنحت ملكية قلعة كلونتارف للكابتن جون بلاكويل، وفي 14 أغسطس 1649. باع بلاكويل الفعةه إلى جون فيرنون، القائد العام لجيش كرومويل. وبقيت القلعة في حوزة آل فيرنون لنحو 300 عام.
في عام 1660، نقل جون فيرنون ملكية قلعة كلونتارف لابنه إدوارد فيرنون. وبعد وفاته عام 1684 استحوذت عليها إحدى شقيقاته. في عام 1695، ادعى ابن عم لإدوارد، يُدعى أيضًا جون فيرنون، الحق في القلعة ومُنحت له بموجب قانون صادر عن البرلمان في عام 1698.
كان آخر فرد من سلالة الذكور المباشرة لفرنون في كلونتارف إدوارد كينغستون فيرنون (1869-1967)، والذي ورث التركة بعد وفاة والده إدوارد في عام 1913. وعاش في القلعة لمدة ستة أشهر فقط. حيث بِيعت القلعة إلى جون أوتون في عام 1933.

### من 1957 حتى الوقت الحاضر
ظلت القلعة شاغرة حتى عام 1957 عندما اشترتها السيدة. إيغان، و باعتها بعد فترة وجيزة لإدي ريجان في الستينيات. ثم اشترى جيري وكارمل هوليهان المبنى في عام 1972 وأداره كملهى حتى عام 1998.

## فندق كلونتارف كاسل
أعيد افتتاح القلعة للجمهور كفندق من فئة أربع نجوم يضم 111 غرفة في يونيو 1997.

## مبنى

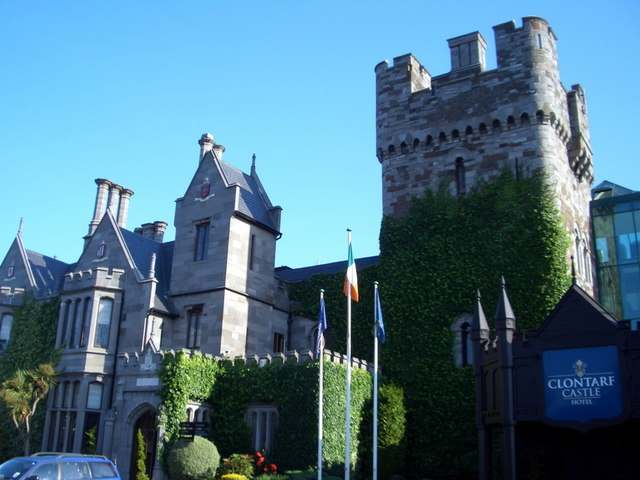
فندق القلعة

### الهيكل الحالي
يعود تاريخ المبنى الحالي إلى عام 1837 وصممه المهندس المعماري الأيرلندي ويليام فيتروفيوس موريسون لصالح جون إدوارد فينابلز فيرنون، المالك آنذاك، عندما تبين أن المبنى السابق غير آمن.
نظرًا لتحول القلعة الى فندق، فقد وُسعت بشكل كبير من خلال إضافة أجنحة حديثة.